# Ростовцева, Наталья Михайловна
Наталья Михайловна Ростовцева (14 октября 1933 — 9 апреля 2016, Ростов-на-Дону) — эстрадная и цирковая артистка, мнемотехник, дипломант Всесоюзного конкурса артистов эстрады.

## Биография
Родилась в семье цирковых артистов.
Окончила Ростовский институт народного хозяйства (Ростовский государственный экономический университет), по образованию экономист.
Работала в цирке с 1955 года. Выступала с мужем Юлием Яковлевичем Ростовцевым (1933—2002), по исполняемым им мелодиям определяла (благодаря абсолютному слуху) загадываемую зрителями информацию. Похоронена на Северном кладбище в Ростове-на-Дону рядом с мужем.
Сын Виталий Ростовцев (1966—2017) также выступал в цирке.